# Busztuł
Busztuł (ukr. Буштул; 1691 m n.p.m.) – szczyt w Gorganach na Ukrainie. Leży na granicy obwodu zakarpackiego i iwanofrankiwskiego (dawna granica Polski).

## Opis
Położony jest w centralnej części pasma, wyższe partie są pokryte piargami i kosodrzewiną, miejscami las sięga samego grzbietu. Od zachodu grzbiet odchodzi przez Probitę (1518 m n.p.m.) ku przełęczy Niemieckiej (1177 m n.p.m.), na wschodzie szczyt graniczy z Wielką Kieputą (1607 m n.p.m.), z kolei na południu odchodzi grzbiet w kierunku Stranżuła (1630 m n.p.m.). Na stokach góry swoje źródła mają potoki Mołoczny na zachodzie (dopływ Mokranki), Jasnowiec na południu oraz Szuwariasty i Lachów na północy, które niżej są pierwszymi lewobrzeżnymi dopływami rzeki Łomnicy. Przewyższenie względne do sąsiednich dolin wynosi 800 metrów. Na szczycie znajduje się stary słup graniczny, polsko - czechosłowacki o numerze 49. Szczyt jest dość niedostępny, znajduje się daleko od okolicznych miejscowości (Nimećka Mokra 12 km na południe, Osmołoda 25 km na północ), nie prowadzi na niego żaden znakowany szlak, jednak można się na niego dostać ścieżkami z Wielkiej Kieputy lub Stranżuła, gdzie trzeba się przedzierać przez kosówkę lub ścieżką z przełęczy Niemieckiej, na którą prowadzi szlak niebieski.